# Edvard Björkenheim (läkare)
Robert Edvard Albert Björkenheim, född 2 februari 1877 på Vuojoki i Euraåminne, död 7 februari 1970 i Helsingfors, var en finländsk läkare.
Björkenheim var son till lantbruksrådet Carl Axel Fredrik Björkenheim och Sigrid Lovisa Charlotta von Julin. Han blev student 1895, filosofie kandidat 1898, filosofie magister 1900, medicine kandidat 1900, medicine licentiat 1905, medicine och kirurgie doktor 1907, docent i obstetrik och gynekologi 1918 och tilldelades professors titel 1937. 
Björkenheim var assistentläkare 1907–1912, föreståndare för gynekologiska avdelningen vid Diakonisseanstalten i Helsingfors 1922–1955, och överläkare vid samma anstalt 1949–1955. Han var överläkare vid Mariehamns badanstalt 1907–1910 och tillförordnad stadsläkare i Mariehamn i olika repriser 1907–1910. Han undervisade i histologi 1913–1914, var förste underläkare vid finska industriidkarnas fältlasarett i Warszawa 1914–1915 och kompaniläkare vid skyddskåren Old-Boys regemente 1918–1919. Han var läkare vid fältlasarett 1939–1940 och 1942–1945. 
Björkenheim var ordförande i läkarnas pensionskassa 1932–1945 samt viceordförande i styrelsen för sjuksköterskeföreningens elevhem och -skola 1927–1930. Han var en av stiftarna av Finlands gynekologförening, i vilken han var viceordförande 1928–1931, ordförande 1933–1934, blev hedersledamot 1946 och hederspresident 1952. Han var ordförande i Finska Läkaresällskapet 1932 (hedersledamot 1955) och viceordförande i Finlands Läkarförbunds styrelse 1935–1943. Han var medlem av De äldres råd vid Åbo nation 1933–1945, hedersledamot 1946. Han var en av stiftarna av Nordiska föreningen för gynekologi och obstetrik, styrelsemedlem 1948–1950 och president vid möte i Helsingfors 1950. Han var ledamot av styrelsen för Nordisk Kirurgisk förening 1931–1935 och medlem av flera inhemska och utländska medicinska sällskap. Han blev hedersledamot av föreningen för gynekologi och obstetrik i Köpenhamn 1948, av Société royale Belge de Gynécologie et d'Obstétrique 1949, korresponderande medlem i Deutsche Gesellschaft für Gynäkologie 1951 och i Societé d'Obstétrique et de Gynécologie de Paris 1927. 
Björkenheim skrev vetenskapliga avhandlingar på obstetrikens och gynekologins område, däribland Zur Kenntnis der Schleimhaut im Uterovaginalkanal des Weibes in den verschiedenen Altersperioden (akademisk avhandling, 1907) och Steriliteten hos kvinnor, dess orsaker och behandling (1931). Han var medarbetare i Acta Obstetricia et Gynecologica Scandinavica från 1922, medredaktör från 1939, medarbetare i Finska Läkaresällskapets Handlingar 1939–1959, Gynecologia 1951 och Excerpta medica 1946. Han var hedersledamot av Sjuksköterskeföreningen i Finland och av Svenska Läkaresällskapets gynekologiska sektion 1954. Han blev hederspresident i Federation des Sociétés de Gynecologie et Obstetrique 1950 och medicine hedersdoktor 1966.